# キャンプ郡 (テキサス州)
キャンプ郡 (キャンプぐん、英: Camp County) はアメリカ合衆国テキサス州に位置する郡である。2000年現在、ここの人口は11,549人である。ここの郡庁所在地はピッツバーグである。キャンプ郡はテキサス州の政治家ジョン・ラファイエット・キャンプの名を取って命名された。

## 地理
アメリカ合衆国統計局によると、この郡は総面積526 km2 (203 mi2) である。このうち512 km2 (198 mi2) が陸地で15 km2 (6 mi2) が水地域である。総面積の2.80%は水地域となっている。

### 隣接する郡
- タイタス郡 (北)
- モリス郡 (東)
- アップシャー郡 (南)
- ウッド郡 (南西)
- フランクリン郡 (西)

## 人口動勢

2000年国勢調査に基づくキャンプ郡の人口ピラミッド

2000年現在の国勢調査で、この郡は人口11,549人、4,336世帯、及び3,156家族が暮らしている。人口密度は23/km2 (58/mi2) である。10/km2 (26/mi2) の平均的な密度に5,228軒の住宅が建っている。この郡の人種的な構成は白人69.53%、アフリカン・アメリカン19.20%、先住民0.35%、アジア0.17%、太平洋諸島系0.05%、その他の人種9.63%、及び混血1.07%である。ここの人口の14.78%はヒスパニックまたはラテン系である。
この郡内の住民は26.90%が18歳未満の未成年、18歳以上24歳以下が8.50%、25歳以上44歳以下が25.50%、45歳以上64歳以下が22.80%、及び65歳以上が16.30%にわたっている。中央値年齢は37歳である。女性100人ごとに対して男性は96.20人である。18歳以上の女性100人ごとに対して男性は91.90人である。
この郡内の世帯ごとの平均的な収入は31,164米ドルであり、家族ごとの平均的な収入は36,142米ドルである。男性は31,870米ドルに対して女性は18,797米ドルの平均的な収入がある。この郡の一人当たりの収入 (per capita income) は16,500米ドルである。人口の20.90%及び家族の15.90%は貧困線以下である。全人口のうち18歳未満の30.00%及び65歳以上の16.00%は貧困線以下の生活を送っている。

## 都市及び町
- ピッツバーグ
- ロッキーマウンド